# Harvey Cedars
Harvey Cedars est une municipalité américaine située dans le comté d'Ocean au New Jersey.
Lors du recensement de 2010, sa population est de 337 habitants. La municipalité s'étend sur 1,19 milles carrés (3,08 km2), dont 0,63 milles carrés (1,63 km2) d'étendues d'eau.
La ville devient un borough indépendant du township d'Union en décembre 1894.